# Batalha do Monte Gíndaro
A Batalha do Monte Gíndaro, conhecida também como Batalha de Cirréstica, foi travada em 38 a.C. entre as forças da República Romana, lideradas pelo general Públio Ventídio Basso, e as do Império Parta, lideradas pelo jovem rei Pácoro I da Pártia. Depois de duas vitórias decisivas contra Quinto Labieno (Batalha das Portas da Cilícia) e Farnapates (Batalha do Passo Amano), Basso enfrentou, derrotou e matou o filho do grande rei Orodes II da Pártia na província síria da Cirréstica quando ele tentou invadir novamente a República Romana.

## Contexto
Depois dos revezes na Anatólia e do recuo inesperado em 39 a.C., os partas tentaram uma nova invasão da Síria em 38 a.C., liderada pelo jovem rei Pácoro I, filho do grande rei Orodes II. O general romano Públio Ventídio Basso, para ganhar tempo, conseguiu iludir Pácoro com informações falsas. Ele vazou uma informação falsa indicando que seria melhor para os partas atravessarem o Eufrates no vau habitual, onde ele não queria que a travessia acontecesse. Desconfiado, Pácoro caiu no ardil e preferiu atravessar muito mais adiante rio abaixo, o que deu tempo para Basso preparar suas forças.
Os partas não enfrentaram nenhuma oposição durante a travessia e seguiram direto para a cidade de Gíndaro, na província da Cirréstica (moderna Jindires, na Síria), confiantes de que as forças romanas na região eram fracas ou covardes, pois não haviam tentado atrapalhar a travessia.
Quando chegaram na cidade, que ficava numa pequena elevação, Pácoro encontrou as legiões romanas já em formação de batalha na encosta e suas forças avançaram apressadamente para atacar; se foi por ordem sua ou não, não se sabe. O fato é que Basso ordenou que suas forças, que tinham a vantagem do terreno elevado, atacassem os arqueiros montados que atacavam morro acima. Como já havia acontecido na Batalha das Portas da Cilícia, os arqueiros montados, que quase não usavam armaduras, tiveram que enfrentar os legionários fortemente armados e sofreram duras perdas. Depois de algum tempo, a cavalaria entrou em pânico e rompeu sua formação, descendo a colina de forma desesperada contra seus próprios companheiros que tentavam subir para ajudar. Os catafractários, a cavalaria pesada parta, que estavam posicionados no sopé da colina juntamente com Pácoro, foram envolvidos e cercados pelos legionários. Ao invés de ordenar um ataque imediato, Basso preferiu atacar com seus fundeiros. Depois da saraivada de projéteis, os legionários avançaram e rapidamente identificaram o rei por causa de sua armadura e do seu estandarte. Depois de um duro combate, Pácoro foi morto juntamente com toda a sua guarda real, o que provocou uma grande desordem na cavalaria, que tentou romper o cerco, sem sucesso. A vitória romana foi total.

## Eventos posteriores
Ventídio Basso antecipou que os partas, se fossem derrotados, tentariam fugir pelo mesmo caminho que chegaram e, por isso, ele havia posicionado unidades da infantaria e da cavalaria para esperar pelos sobreviventes que tentavam chegar ao Eufrates. Todos foram capturados e mortos. Esta vitória estrondosa assegurou o controle romano nas províncias orientais. Ele poderia ter invadido o Império Parta se quisesse, mas não o fez para não arriscar o ciúme de Marco Antônio.